# Cuntou (köpinghuvudort i Kina, Zhejiang Sheng, lat 29,27, long 118,47)
Cuntou (kinesiska: 村头, 村头镇) är en köpinghuvudort i Kina. Den ligger i provinsen Zhejiang, i den östra delen av landet, omkring 200 kilometer sydväst om provinshuvudstaden Hangzhou. Antalet invånare är 9 038. Befolkningen består av 4 804 kvinnor och 4 234 män. Barn under 15 år utgör 21,0 %, vuxna 15-64 år 62 %, och äldre över 65 år 16,0 %.
Runt Cuntou är det ganska tätbefolkat, med 120 invånare per kvadratkilometer. Närmaste större samhälle är Kaihua Chengguanzhen, 14,4 km söder om Cuntou. I omgivningarna runt Cuntou växer i huvudsak blandskog.
Genomsnittlig årsnederbörd är 2 495 millimeter. Den regnigaste månaden är juni, med i genomsnitt 499 mm nederbörd, och den torraste är oktober, med 55 mm nederbörd.